# Wanderlust (песня The Weeknd)
«Wanderlust» (рус. «Жажда странствий») — песня канадского PBR&B-певца The Weeknd с его дебютного студийного альбома Kiss Land. Песня, спродюсированная Уикндом, DannyBoyStyles и Кенневиллом, содержит семплы из «Precious Little Diamond» голландской диско-группы Fox the Fox. Выпущена как шестой сингл с альбома 31 марта 2014 года. Ремикс Фаррелла Уильямса также появляется как бонус-трек в iTunes-издании Kiss Land.

## Список композиций
Цифровая дистрибуция
1. «Wanderlust» (Steve Pitron & Max Sanna Club Mix) — 6:36
2. «Wanderlust» (Steve Pitron & Max Sanna Radio Edit) — 3:45
3. «Wanderlust» (Clean Bandit Remix) — 3:16

Цифровая дистрибуция (ремикс)
1. «Wanderlust» (Pharrell Remix) — 5:05

## Чарты
| Чарт (2014)                         | Высшая позиция |
| ----------------------------------- | -------------- |
| Канада (Billboard Canadian Hot 100) | 45             |
| Канада (Billboard CHR/Top 40)       | 14             |
| Канада (Billboard Hot AC)           | 40             |

## История релиза
| Регион         | Дата          | Формат                                | Лейбл               | Прим. |
| -------------- | ------------- | ------------------------------------- | ------------------- | ----- |
| Великобритания | 31 марта 2014 | Contemporary hit radio                | XO Republic Records | [ 6 ] |
| Великобритания | 16 мая 2014   | Цифровая дистрибуция                  | XO                  | [ 1 ] |
| Канада         | 19 мая 2014   | Цифровая дистрибуция                  | XO                  | [ 7 ] |
| Великобритания | 13 июня 2014  | Цифровая дистрибуция (Pharrell Remix) | XO                  | [ 2 ] |